# Petrinisches Privileg
Das sogenannte Petrinische Privileg (lateinisch privilegium petrinum) bezeichnet im römisch-katholischen Kirchenrecht die Möglichkeit, eine aus kirchlicher Sicht gültig geschlossene Ehe, in der einer der Partner nicht getauft ist, durch einen päpstlichen Hoheitsakt aus gerechtem Grund aufzulösen, unbeschadet der von der katholischen Lehre generell als Gebot göttlichen Rechts betrachteten Unauflöslichkeit der Ehe. 

## Beschreibung
Die Praxis dieses Rechtsinstituts ist relativ jung, auch der Name Petrinisches Privileg wird erst seit den 1940er Jahren dafür verwendet. Grund für die Bezeichnung ist die Tatsache, dass die Gewährung dieses Privilegs allein dem Papst vorbehalten ist, der nach kirchlicher Lehre Nachfolger des Apostels Petrus ist.
Im Rahmen des Petrinischen Privilegs kann der Papst eine sogenannte „Naturehe“ (nichtsakramentale Ehe zwischen einem oder einer Getauften und einem oder einer Ungetauften) unter bestimmten Voraussetzungen durch die sogenannte Dispens lösen, und zwar unabhängig davon, ob die Ehe vollzogen war oder nicht (Auflösung der Ehe zugunsten des Glaubens). Zu den Voraussetzungen gehört, dass einer der beiden Partner während der Dauer der ersten Ehe nicht getauft war, dass die Ehe unheilbar gescheitert ist und dass der bittstellende Teil und sein künftiger neuer Ehepartner nicht schuld an dem Scheitern waren. Außerdem darf die erste Ehe nach einer eventuellen Taufe beider Beteiligter nicht mehr vollzogen worden sein.

## Unterscheidung zu anderen Auflösungen der Ehe
Die Eheauflösung zu Gunsten des Glaubens aufgrund des Petrinischen Privilegs ist nicht mit der Auflösung einer nicht vollzogenen Ehe durch den Papst zu verwechseln. Die Eheauflösung im Nichtvollzugsverfahren fällt (entgegen einer verbreiteten Irrmeinung) nicht unter das Petrinische Privileg, sondern stellt einen eigenen (und wesentlich älteren) Auflösungstatbestand dar. Demnach kann der Papst auch eine kirchlich gültig geschlossene sakramentale Ehe zwischen zwei Getauften lösen, solange sie noch nicht vollzogen ist. Unter Nichtvollzug versteht man die Tatsache, dass während der gesamten Ehezeit zwischen den Ehegatten kein „vollkommener geschlechtlicher Akt“ (Geschlechtsverkehr im engeren Sinn) stattgefunden hat.
Im Gegensatz zur Auflösung der Ehe von Ungetauften aufgrund des Paulinischen Privilegs, die unter den entsprechenden Voraussetzungen quasi „automatisch“ eintritt, wenn der gläubig gewordene Ehepartner eine neue Ehe eingeht (es bedarf nur der kirchenamtlichen Feststellung des Vorliegens der Voraussetzungen, aber keines Auflösungsausspruchs), ist zur Erlangung der Auflösung der Ehe aufgrund privilegium petrinum sowie auch zur Auflösung der Ehe bei Nichtvollzug ein Antrag notwendig, der beim zuständigen Bischof gestellt und von diesem nach Vorprüfung der Angelegenheit durch die bischöfliche Behörde an die römische Kurie weitergeleitet wird.
Von der Eheannullierung unterscheiden sich alle drei Möglichkeiten der Eheauflösung dadurch, dass bei einer Annullierung rechtswirksam festgestellt wird, dass eine Ehe von Anfang an ungültig war (also nach kirchlichem Verständnis gar nicht bestanden hat), während bei Inanspruchnahme der beiden Privilegien oder des Nichtvollzugsverfahrens eine tatsächlich gültig geschlossene und gegebenenfalls auch vollzogene Ehe gelöst wird. Da es sich um die Aufhebung einer gültigen Ehe handelt, bleiben auch die sonstigen Ehefolgen bestehen und werden nicht wie bei der Annullierung ebenfalls hinfällig.